# داش ديبي
داش ديبي (بالفارسية: داش دیبی) هي مستوطنة تقع في قسم اني الريفي في إيران. يقدر عدد سكانها بـ 92 نسمة .